# 吴昊鹏
吳昊鵬（Wu, Haopeng，1985年02月14日—），出生於中國，香港足球運動員，可擔任左後衛、中堅位置，出身於大連實德青年軍，曾經入選香港奧運隊。現時效力香港甲組聯賽球隊晨曦。

## 球員生涯
吳昊鵬出身於中超球會大連實德青年軍，2005年以國援身份加盟香港甲組足球聯賽球隊公民。居港滿兩年後，曾經入選香港奧運足球代表隊，參加過2008年北京奧運足球預賽。2009–10年，轉投愉園，因球會經濟緊絀，於球季中途解約離隊。2010年5月，愉園國援于洋因涉嫌打假波遭廉政公署拘捕，吳昊鵬與牛景龍、凌琮亦一度協助調查。2010年，吳昊鵬加盟香港乙組足球聯賽球隊沙田。2011年夏天，吳昊鵬曾隨標準流浪試腳，加盟與標準流浪關係密切的香港乙組足球聯賽球隊金峰科技。2012–13年，再轉投另一支香港乙組足球聯賽球隊元朗。2013年，吳昊鵬加盟香港乙組足球聯賽球隊大埔，穿上 5 號球衣，主要擔任右後衛。2016年，吳昊鵬加盟香港甲組聯賽球隊東昇。

## 外部連結
- 香港足球總會網站球員註冊資料（页面存档备份，存于）